# Parotis amboinalis
Parotis amboinalis is een vlinder uit de familie van de grasmotten (Crambidae), uit de onderfamilie van de Spilomelinae. De wetenschappelijke naam van deze soort is voor het eerst voorgesteld als Cenocnemis amboinalis door Charles Swinhoe in een publicatie uit 1906.
De soort komt voor in Indonesië (Ambon).